# シシリアンライス

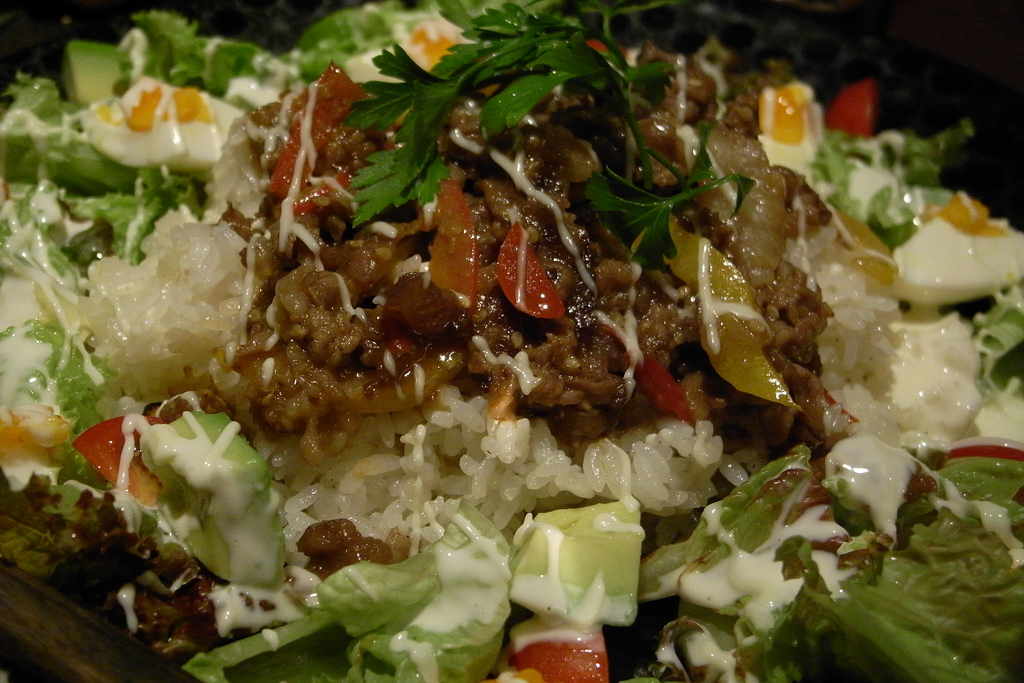
シシリアンライスの一例

シシリアンライスは、御飯の上に炒めた肉と生野菜が乗りマヨネーズがかかった料理で、佐賀市のご当地グルメである。

## 概略
シシリアンライスの基本形は、温かい飯・生野菜・肉・マヨネーズの4つの組み合わせを平たい皿に盛り付ける。提供する飲食店によってバリエーションがあり、肉は玉ねぎと共に甘辛いタレで炒めた薄切り牛肉を使うことが多いが、豚肉や鶏肉を使う例もある。高級店では佐賀牛のステーキを乗せる例もみられる。野菜は主にレタスやトマトやきゅうりなどが使用される、レタスやキャベツは飯の下に敷くスタイルもある。また、カレー味のスパイスを加える、温泉卵を乗せるなど、味付けやトッピングにも様々なアレンジがある。
1975年（昭和50年）ごろ生まれたとされ、佐賀市の喫茶店を中心に提供されてきた。日本各地でご当地グルメによる地域おこしが活発になると、シシリアンライスも2008年（平成20年）前後からご当地グルメとして取り上げられるようになり、地元でもPRする取り組みが始まった。佐賀市内の提供店の数は2010年ごろに20軒超や30軒超と紹介されていたが、2024年時点では約40軒、さらに関東地方の飲食店でも提供されるなど広がりを見せている 。
4月4日は「シシリアンライスの日」となっている。これはシシリアンライスの「シシ」との語呂合わせによるもので、現・佐賀市観光協会が制定し日本記念日協会の認定を受けている 。

## 公式キャラクター
公式キャラクターは「シシリアンナ」（シシリアンナちゃん）。4月4日生まれのカッパアイドル。永遠の4歳。シシリアンライスのお皿を頭にのせている。時に歌い、時に踊りシシリアンライスを応援する。恋をするとおへそがハート型になる。
佐賀市に流れる松原川のカッパ王国からやってきた。シシリアン王国の姫として佐賀へ降り立ち、姫としての最初の仕事がシシリアンライスのPRである。人間界のお父さんは佐賀市長  。
テーマソングは「シシリアンナがやってきた」（作詞：高橋裕典 +島崎智子 作曲：島崎智子 編曲：島崎智子+オオニシユウスケ）。

## 起源と名称の由来
佐賀市観光協会では「うわさによると、1975年（昭和50年）頃、佐賀市中心街にある喫茶店でシシリアンライスなるものが誕生」したと紹介している。かつては「まかない料理説、シーフードメニュー説など」と並べていたことがあったが、当時も詳細は記されていなかった。また観光協会担当者は2009年4月5日付けの朝日新聞記事にて起源や名称について「誰も分かっていない」としていた。同年7月27日付けの朝日新聞記事は諸説のひとつに「エビやいかを使ってイタリアのシチリア島をイメージした」説を記している。
原達郎は考案者が名乗り出ているとしてエッセイを記している。1974年（昭和49年）頃に福岡市内の店「田々夢詩（でんでんむし）」で働いていた田中和夫が賄い飯として料理したもので、当時はタマネギやピーマン等のあり合わせのもので作っていたが、従業員に好評だったため見た目も美しく工夫して、メニューに加えたという。
トマトの赤とゆで卵の白とキュウリやレタスの緑がイタリア国旗の三色旗を彷彿とさせるところや、田中が憧れた映画『ゴッドファーザー』の舞台シチリア（シシリー）島にちなんで「シシリアンライス」と名付けたとする。 
原はまた、佐賀観光協会（当時）によると佐賀市で初めてシシリアンライスを店で出した人物は「修業時代に福岡市の飲食店で習った」と言っていたそうだとし、さらに「田々夢詩」に出入りしていた男性が佐賀で飲食店を開いたと聞いたことを田中が記憶していたともして、「福岡市の飲食店」が「田々夢詩」に間違いないものと考えられるとしている。
任意団体「佐賀市はシシリアンライスdeどっとこむ」は1975年頃に飲食店のまかない料理として出されたのが始まりで、その後佐賀市内の喫茶店でメニューとして出されるようになったとする。また由来について当時流行していた映画『ゴッドファーザー』のロケ地であるシチリア島から名付けられたというのが有力としている。
2012年10月16日の朝日新聞記事では「佐賀市はシシリアンライスdeどっとこむ」代表によるとして博多の飲食店のまなかい食を有力とした。その一方で諸説として「隣の長崎『トルコライス』に同じ地中海の地名で対抗した」「当初はエビやイカを盛ってシチリア島をイメージした」も挙げ、また創始者だと名乗りを上げる人物が複数いるらしいとしている。

## ご当地グルメとしての展開
ご当地グルメとしてのPRが始まった契機は、2007年（平成19年）にテレビ番組で取り上げられ佐賀観光協会に問い合わせが相次いだことだという。翌2008年4月4日には、佐賀観光協会が4月4日を「シシリアンライスの日」と制定する。PR活動は同協会や佐賀市役所職員らが担い、そのメンバーが中心となって2011年7月に任意団体「佐賀市はシシリアンライスdeどっとこむ」を設立、2012年5月に同団体はまちおこし団体連絡協議会（通称・愛Bリーグ）の本部会員となる。グルメイベントへの出展や地元の各種イベントへの参加、「シシリアンナ」や「佐賀シシリアンライス王国」による情報発信などを展開、佐賀市など学校給食メニューへの採用も行われている。
なお、武雄市は市内に生息する約3万頭のイノシシ被害に悩まされているとして「いのしし課」を設置し、「イノシシの肉を使ってこそ本当のシシリアンライス」と語呂合わせをしたことがあった。同課は2015年（平成27年）5月25日に廃止され、既にない。

### PR年表
- 2009年（平成21年）11月開催の「第1回九州B-1グランプリ」では、シルバーグランプリ（2位）を獲得した[22]。
- 2010年（平成22年）3月に日本テレビで放送された「SUPER SURPRISE」の「ご当地最新B級グルメベスト50」に取り上げられ、第5位にランクインした[23]。
- 2010年4月には、コンビニエンスストアのファミリーマートと提携し、期間限定メニューとして九州地区620店舗でシシリアンライス弁当の販売が行われた[24]。
- 2010年より高校生によるシシリアンライスのオリジナルレシピを競うシシリアンライス甲子園が行われている。第1回〔2010年（平成22年）11月、牛津高校優勝〕[25]。第2回〔2011年（平成23年）12月、佐賀女子高優勝〕[26]。
- 2011年（平成23年）10月、スマートフォン向けのサービスとしてARアプリ「Junaio（ジュナイオ）」 (en)  を利用した提供店舗案内を開始。アプリ内で対象サービスを選択、カメラを街角に向けると、店舗情報が表示されルート案内が可能だった[27]（サービス終了済み）。
- 2012年（平成24年）4月4日、記念日である「シシリアンライスの日」にあわせ、「佐賀シシリアンライス王国」を建国。佐賀市役所にて建国式及び就任式を行い、初代国王に秀島敏行市長が就任した。[28]。
- 2012年4月上旬、イメージキャラクターである「シシリアンナ」のキャラクターグッズが誕生。温度計付マグネット、キーホルダー、ストラップ型万華鏡・ミニキューブ・おみくじなどが発売されている[29]。
- 2012年10月、北九州市で行われた「第7回B-1グランプリ」に出展[30]。これ以降、第8回、9回、10回、11回大会に出展している[20] [31]。
- 2021年（令和3年）4月2日、「シシリアンナ」のデザインマンホールを佐賀市役所東側の歩道に設置[32]。
- 2022年（令和4年）4月4日、佐賀シシリアンライス王国の新国王として坂井英隆市長が就任。就任式では「佐賀市はシシリアンライスdeどっとこむ」から王冠・マントとシシリアンライスが献上された[33]。
- 2022年度（令和4年度）「佐賀シシリアンライス」として100年フード（未来の100年フード部門）に認定[34]。

## 作品への登場
- 『ゾンビランドサガ』 第8話 「GOGO ネバーランド SAGA」（アニメ、2018年） - シシリアンナが登場する。
- 『23時の佐賀飯アニメ』 第六夜 「カロリー地層。シシリアンライス」（Webアニメ、2021年）[4]
- 『野原ひろし 昼メシの流儀』 第78話「シシリアンライスの流儀」（漫画、2022年、キャラクター原作：臼井儀人、漫画：塚原洋一）[35]